# Le Villefranchois
Le Villefranchois est un hebdomadaire local français paraissant le jeudi. Il est détenu par le groupe La Dépêche. Ses bureaux sont situés à Villefranche-de-Rouergue (Aveyron). Le journal, sous-titré La Gazette du Quercy Rouergue, couvre l'information de l'ouest du département de l'Aveyron ainsi que des départements limitrophes du Lot et du Tarn-et-Garonne.

## Histoire
Fondé en 1944, Le Villefranchois succède au Narrateur créé en 1833 par Hercule Cestan, ce qui en fait le plus vieil hebdomadaire de presse régionale du département de l’Aveyron. 
Il s'agit au départ de feuilles réservées aux annonces judiciaires et aux publications légales. Ce n'est qu'en 1841 que La feuille d'annonces se structure en journal.
Entre 1848 et 1882, il prend le titre du Journal de Villefranche.
À partir du 7 janvier 1882 (date de la publication de son premier numéro), Le Journal de Villefranche se rebaptise Le Narrateur.
Après la Libération, Le Narrateur laisse sa place au Villefranchois.
Le journal est racheté en 1979 par le groupe La Dépêche du Midi.
En 2014, Le Narrateur fait l'objet d'une numérisation par les Archives départementales de l'Aveyron.

## Diffusion
La diffusion payée en France du Villefranchois, selon les chiffres publiés par l'ACPM (à partir de 2017) est la suivante :
| Année | Diffusion France payée (moyenne) | Évolution annuelle |
| ----- | -------------------------------- | ------------------ |
| 2017  | 6 553                            | -                  |
| 2018  | 6 167                            | ▼ −5,89 %          |
| 2019  | 5 797                            | ▼ −6 %             |
| 2020  | 5 486                            | ▼ −5,36 %          |
| 2021  | 5 038                            | ▼ −8,17 %          |
| 2022  | 4 755                            | ▼ −5,62 %          |
| 2023  | 4 517                            | ▼ −5,01 %          |